# Tjeckoslovakiens herrlandslag i handboll
Tjeckoslovakiens herrlandslag i handboll representerade Tjeckoslovakien i handboll för herrar åren 1920-1992. När staten Tjeckoslovakien splittrades den 1 januari 1993 delades laget upp i Slovakiens och Tjeckiens herrlandslag i handboll.